# Dodartia orientalis
Dodartia orientalis – gatunek roślin z rodziny Mazaceae reprezentujący monotypowy rodzaj Dodartia. Występuje w południowo-wschodniej Europie (Ukraina, południowa Rosja) oraz w umiarkowanej strefie Azji (Azja Mniejsza, Kaukaz, Iran, Azja Środkowa, zachodnia Syberia, Mongolia, północne i Środkowe Chiny).

## Morfologia
PokrójPółkrzew – roślina wieloletnia z drewniejącym kłączem, o nagich, prosto wzniesionych i okrągłych na przekroju łodygach.
LiścieRozmieszczone wzdłuż łodygi, naprzeciwległe w dole pędu, skrętoległe w górnej jego części. Siedzące, podługowato lancetowate do równowąskich, drobne, odlegle ząbkowane lub całobrzegie.
KwiatyKrótkoszypułkowe. Kielich zrosłodziałkowy, dzwonkowaty, z 5 ząbkami znacznie krótszymi od rurki. Korona kwiatu wyraźnie dwuwargowa, z długą, walcowatą rurką, ciemnofioletowa. Pręciki cztery, wystające z rurki korony. Zalążnia kulistawa.
OwoceTorebki zawierające liczne nasiona o gładkiej łupinie.

## Systematyka
Gatunek z monotypowego rodzaju Dodartia. W obrębie rodziny Mazaceae jest rodzajem siostrzanym dla Lancea. 